# Colonne de la Grande Armée
La colonne de la Grande Armée ou colonne Napoléon est une colonne commémorative élevée à Wimille (Pas-de-Calais), près de Boulogne-sur-Mer, entre 1804 et 1841. Œuvre de l’architecte Éloi Labarre de 54 mètres de hauteur, elle est surmontée d'une statue de Napoléon Bonaparte tournant le dos à la mer (selon certains, la statue tournerait le dos à son ennemi, l'Angleterre, alors que pour d'autres, elle serait tout simplement orientée vers l'entrée du site[réf. nécessaire]).

## Historique
Napoléon Ier rassembla à Boulogne, en 1804, l’armée des côtes de l'Océan, qui devint la Grande Armée.
Le 16 août 1804 eut lieu la première distribution de la Légion d'honneur au camp de Boulogne. La décision d'élever un monument en hommage à Napoléon fut prise au lendemain de cette remise. Le maréchal Soult annonça à l'empereur « le vœu des soldats » de mettre en place aux frais de la légion une colonne en marbre soutenant une statue de Napoléon. Les soldats durent faire le sacrifice d'une demi-journée de solde par mois et d'une journée entière pour les officiers. Elle eut pour architecte Éloi Labarre qui avait aussi dessiné les plans du second théâtre de Boulogne.
Le chantier qui allait bon train après la pose de la première pierre le 18 brumaire an XIII (9 novembre 1804), marqua un coup d'arrêt en 1805 lors du départ pour Austerlitz de l'armée des côtes de l'Océan. À la chute de l'Empire, la colonne ne s'élevait qu'à une hauteur de vingt mètres, soit moins de la moitié de sa hauteur, les sculptures de Houdon et Moitte furent brisées et les bronzes réutilisés pour ériger la statue de Louis XIV et celle d'Henri IV à Paris. Les deux lions furent préservés dans la mesure où ils ne faisaient pas directement allusion à l'Empire.
Les travaux reprirent en 1819 et la plate-forme, posée en 1821, reçut une nouvelle vocation : celle de rendre hommage à Louis XVIII et à la monarchie restaurée. On couronna ainsi la colonne d’un globe royal en 1823. L'année 1827 vit l'achèvement de deux pavillons à l'entrée du domaine et des jardins attenants, ainsi que d'une allée triomphale. La monarchie de Juillet s'accompagna d'une réhabilitation de l'Empire, élan qui permit à la colonne boulonnaise de retrouver sa vocation d'origine. On passa avec le sculpteur François-Joseph Bosio la commande d'une statue de Napoléon qu'il représenta comme celle de Jean-Antoine Houdon, dans son costume de sacre, la croix de la Légion d'honneur à la main. Elle fut posée au sommet de la colonne le 15 août 1841.
La colonne de la Grande Armée de Boulogne a été classée monument historique par arrêté du 31 mars 1905. Elle est gérée par le Centre des monuments nationaux.
Le général de Gaulle fit remplacer la statue de Bosio, endommagée, en exigeant toutefois que Napoléon figure en habit de « petit caporal » et non en habit d'empereur. La statue actuelle est l'œuvre de Pierre Stenne, en 1962. Napoléon ayant renoncé à la conquête de l'Angleterre, la statue tourne le dos à la mer.
En 1984, l'ancienne statue fut restaurée et déposée dans l'un des deux pavillons de l'entrée du domaine.
En 2002, la colonne est frappée par la foudre, ce qui cause des éclatements de la pierre à son sommet. Une restauration est entreprise.

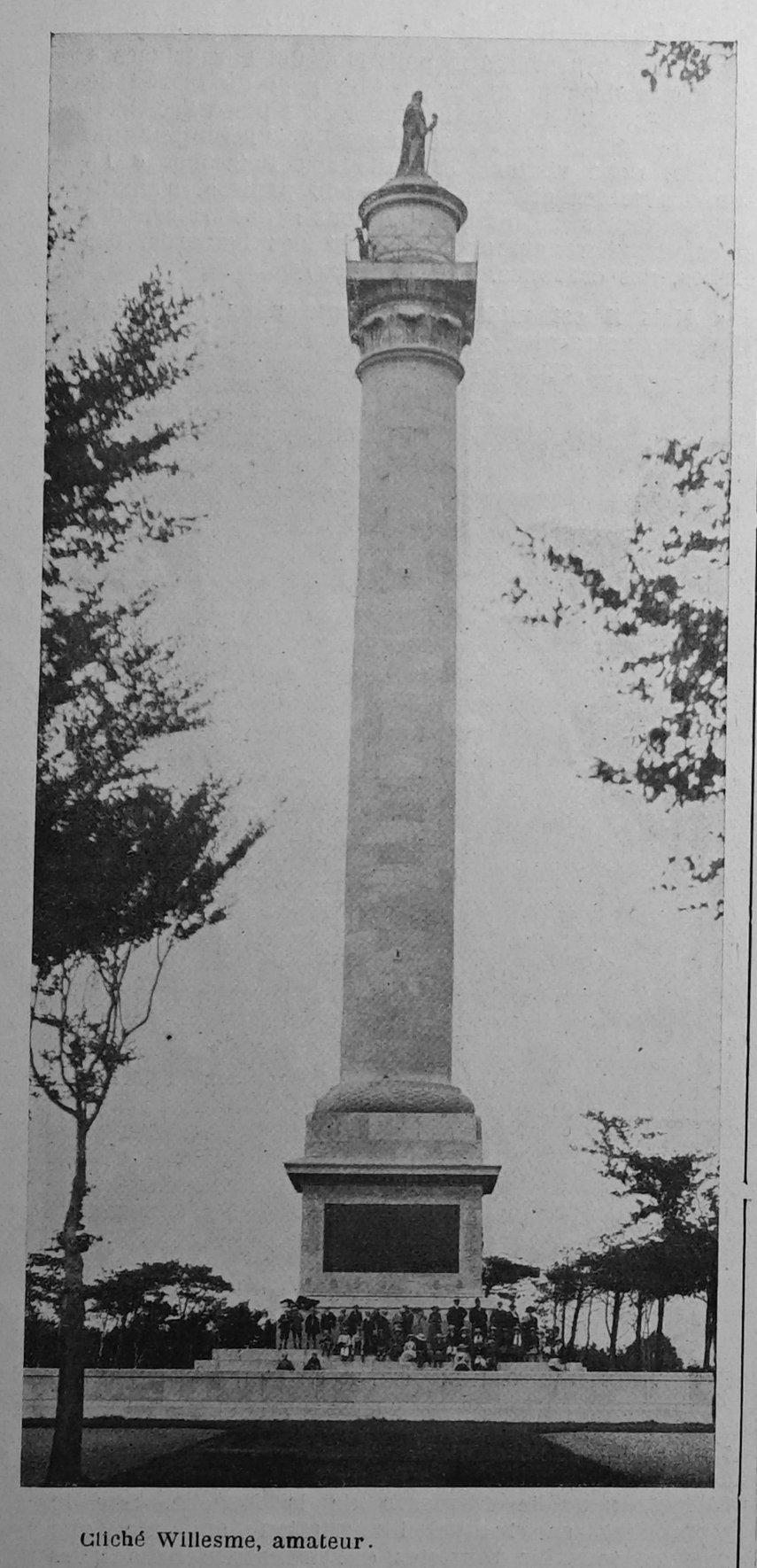
La colonne en 1913.
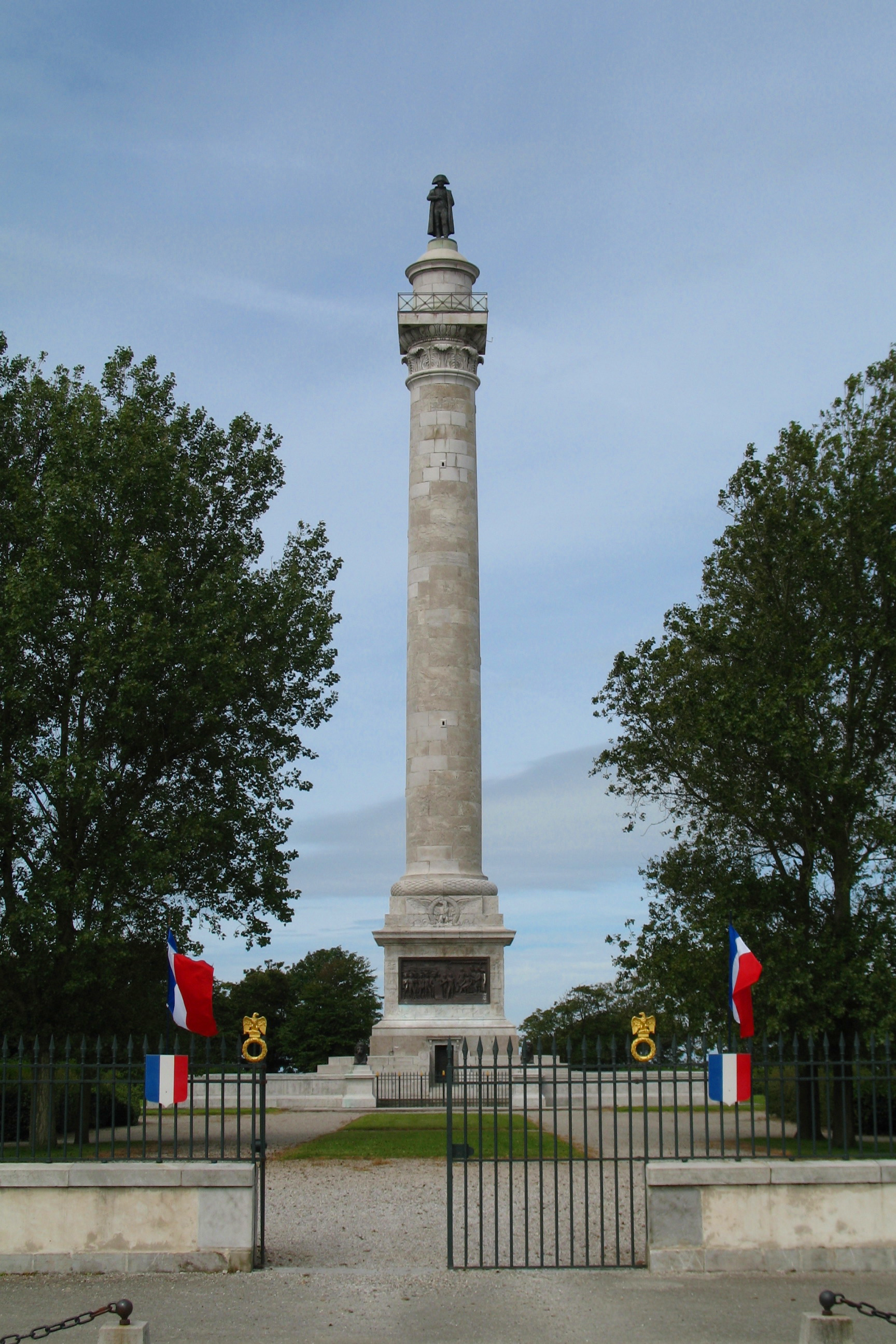
Vue d'ensemble de la colonne de la Grande Armée.
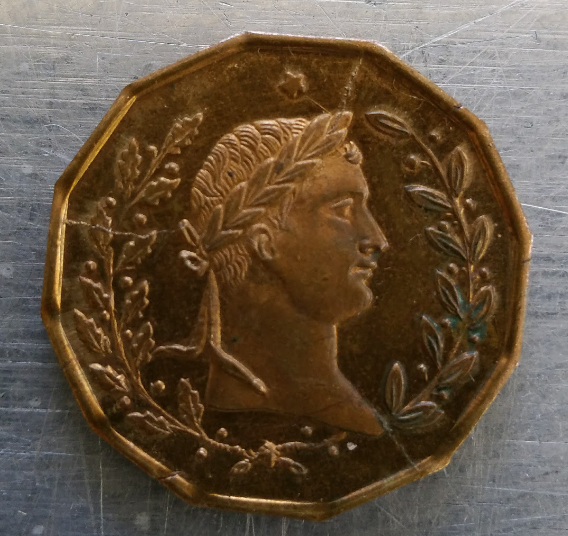
Médaille commémorative.
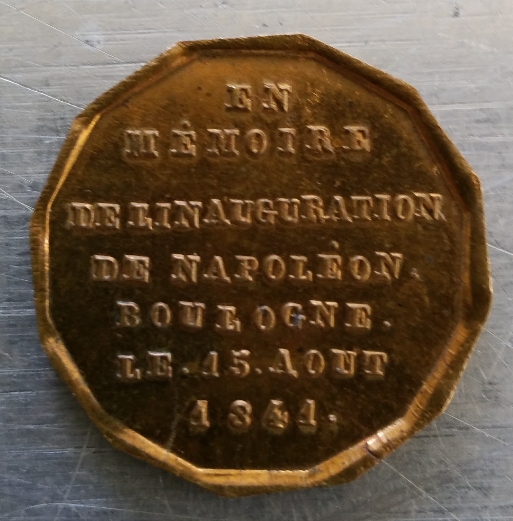
Médaille de l'inauguration de la statue de Napoléon à Boulogne.
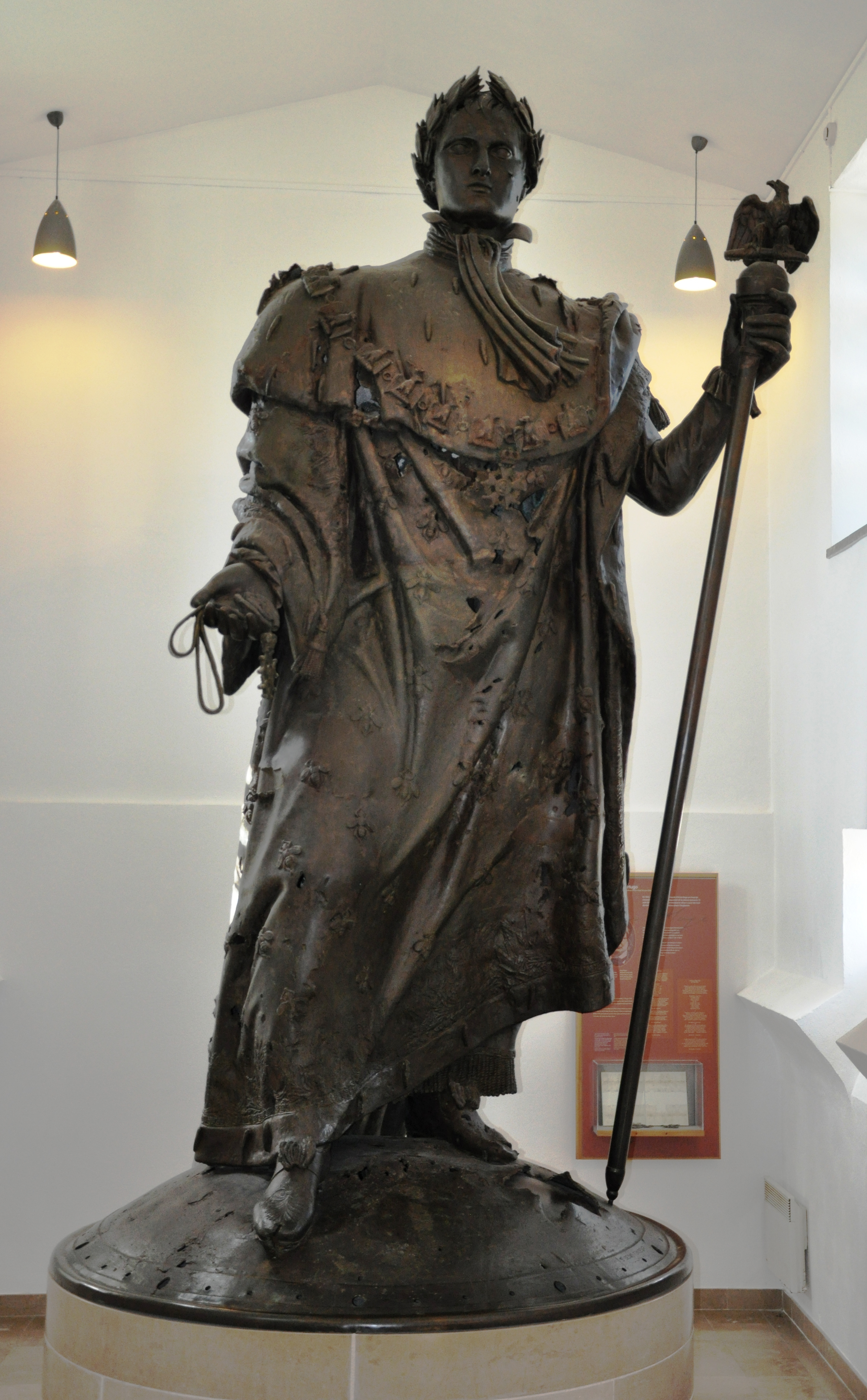
Ancienne statue par Bosio, conservée au musée.
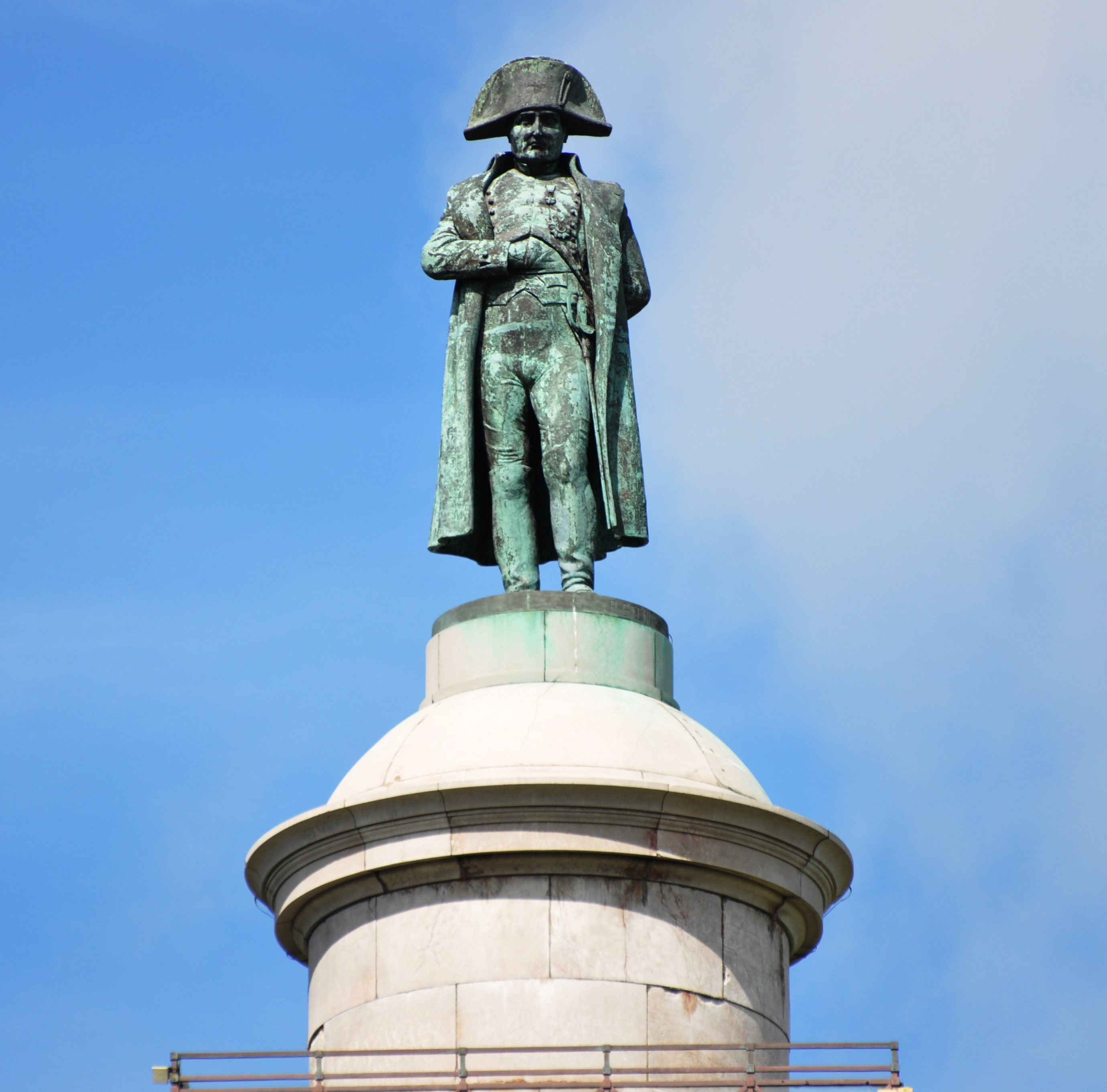
Détail sur la statue de Napoléon au sommet de la colonne.
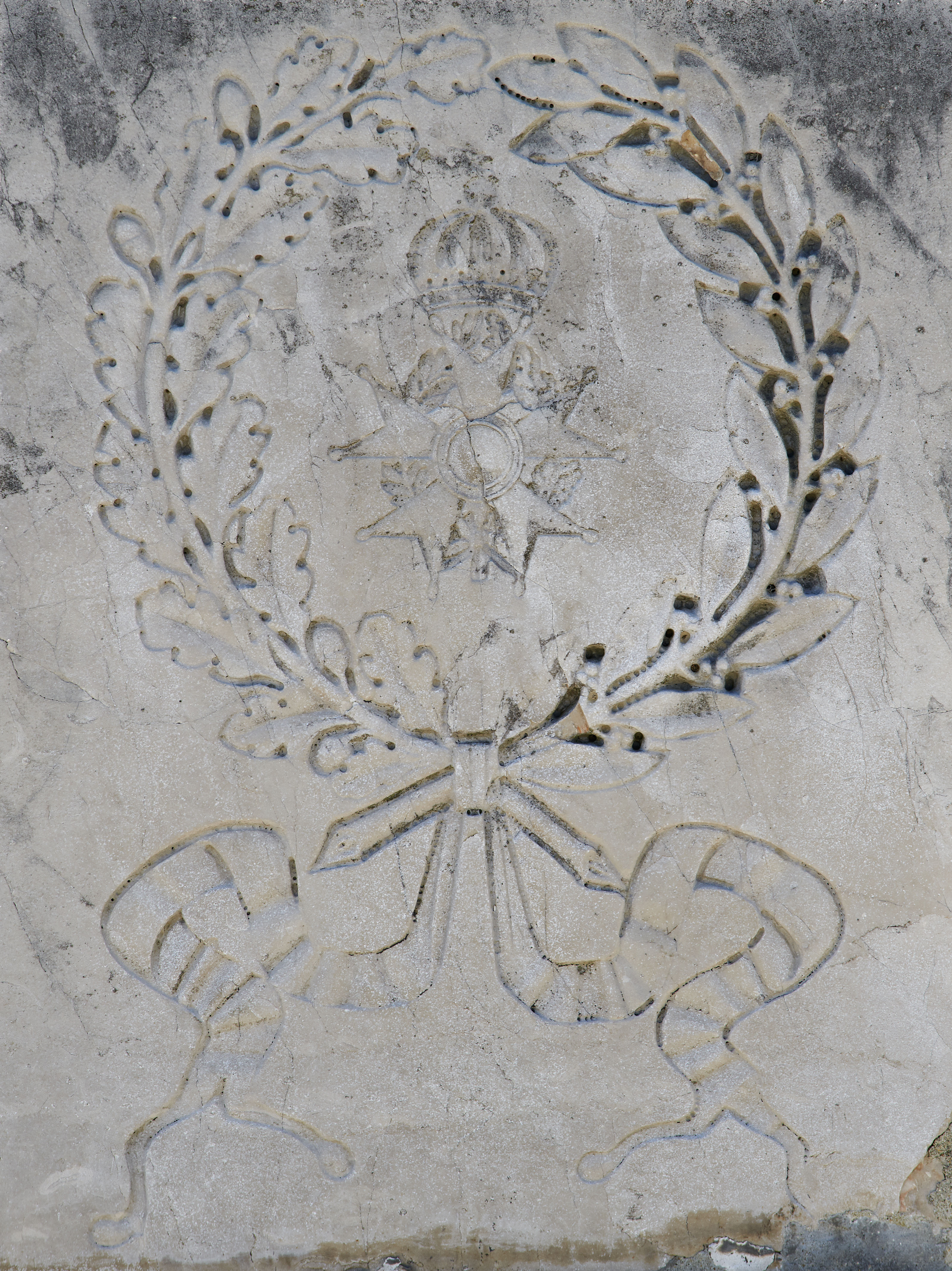
Représentation d'une croix de la Légion d'honneur.
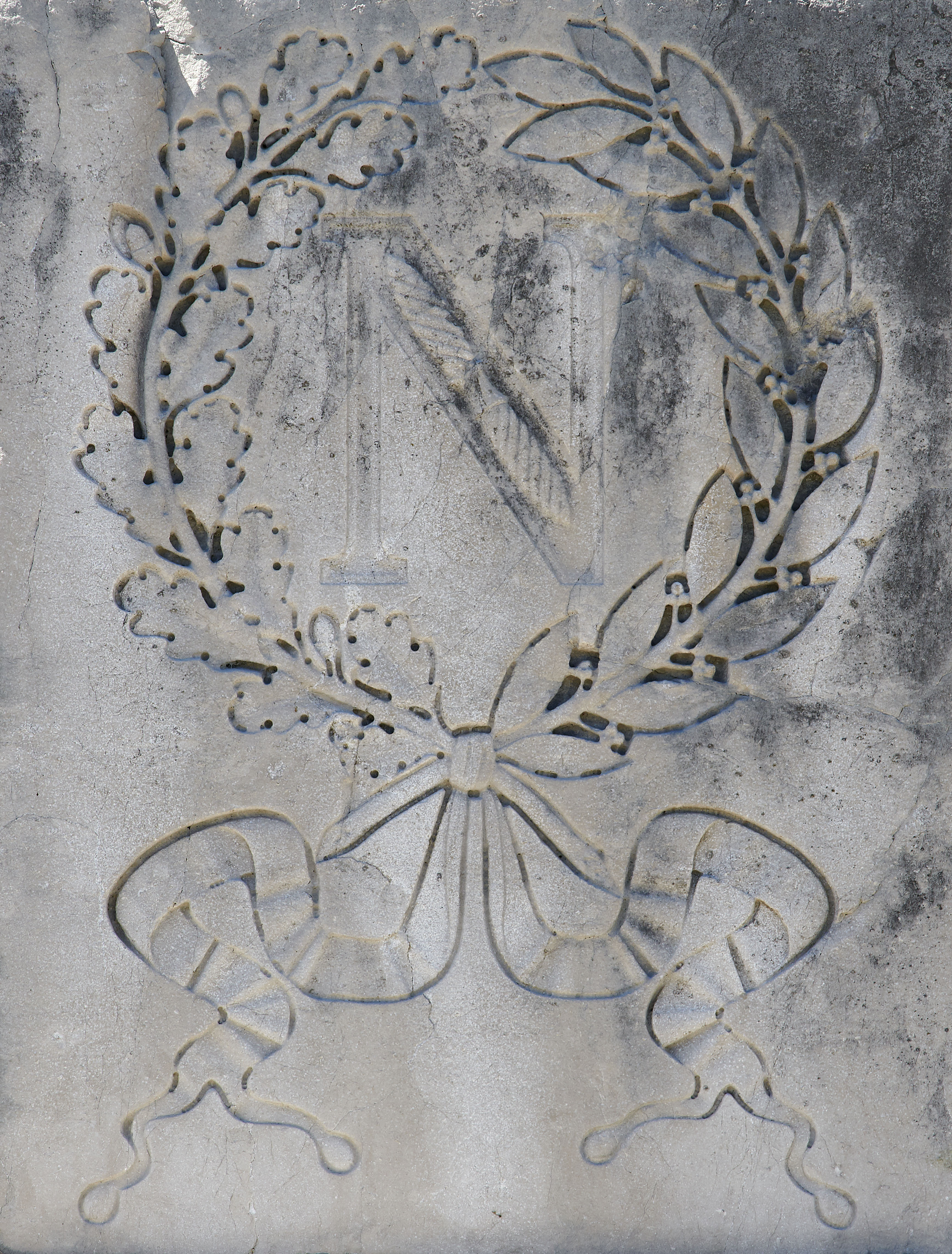
Monogramme de Napoléon Bonaparte.
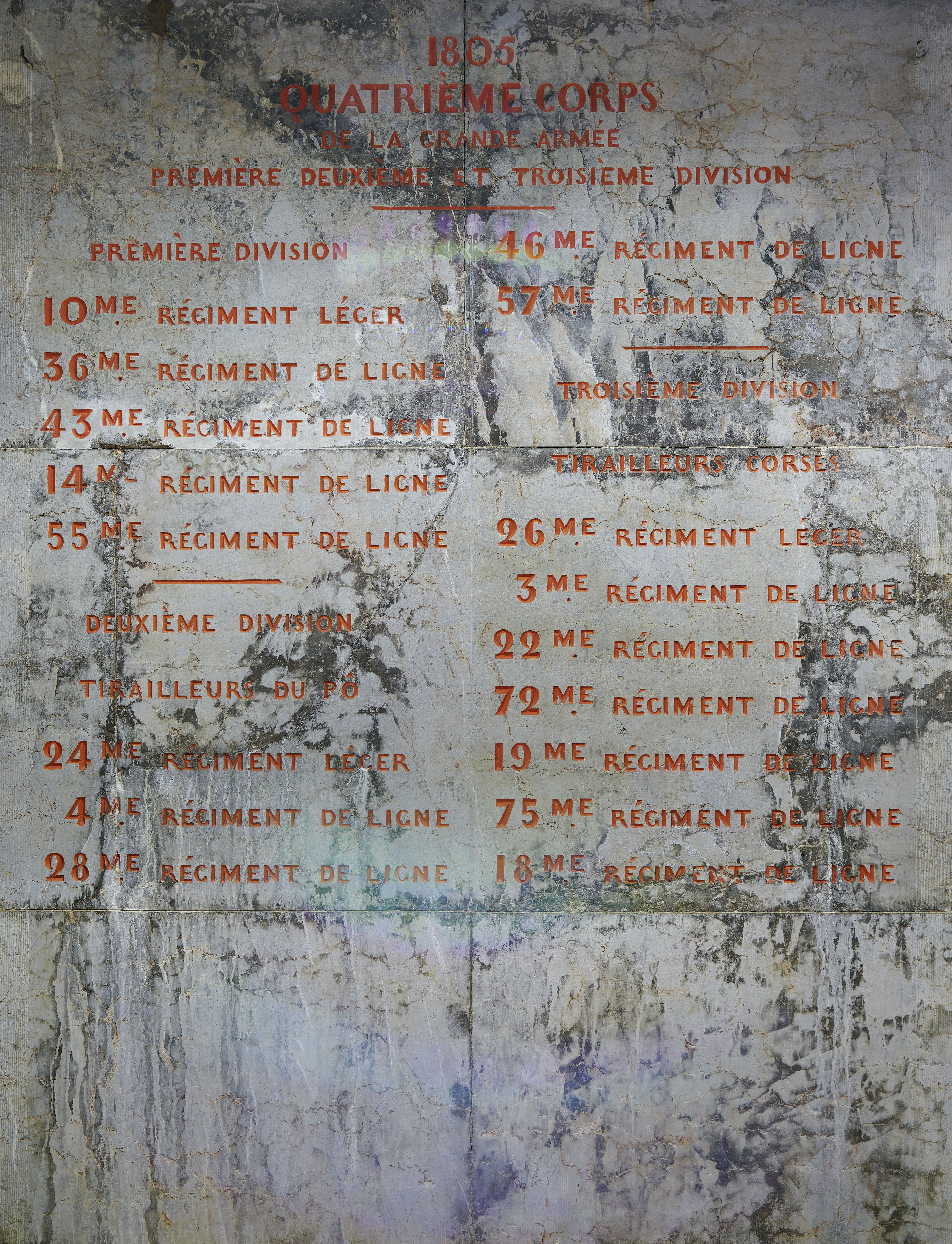
Liste des régiments du 4e corps de la Grande Armée en 1805.
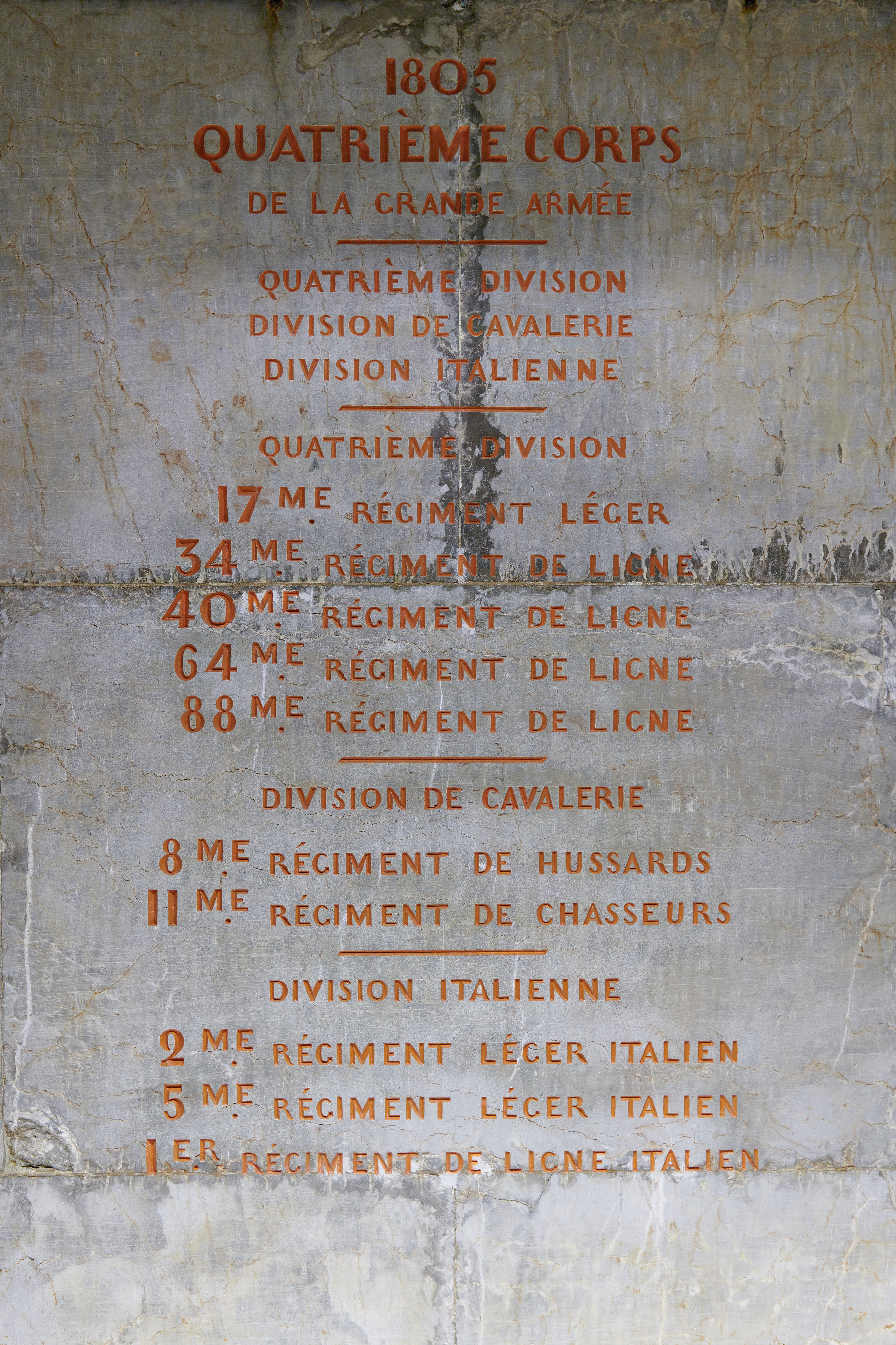
Liste des régiments du 4e corps de la Grande Armée en 1805.
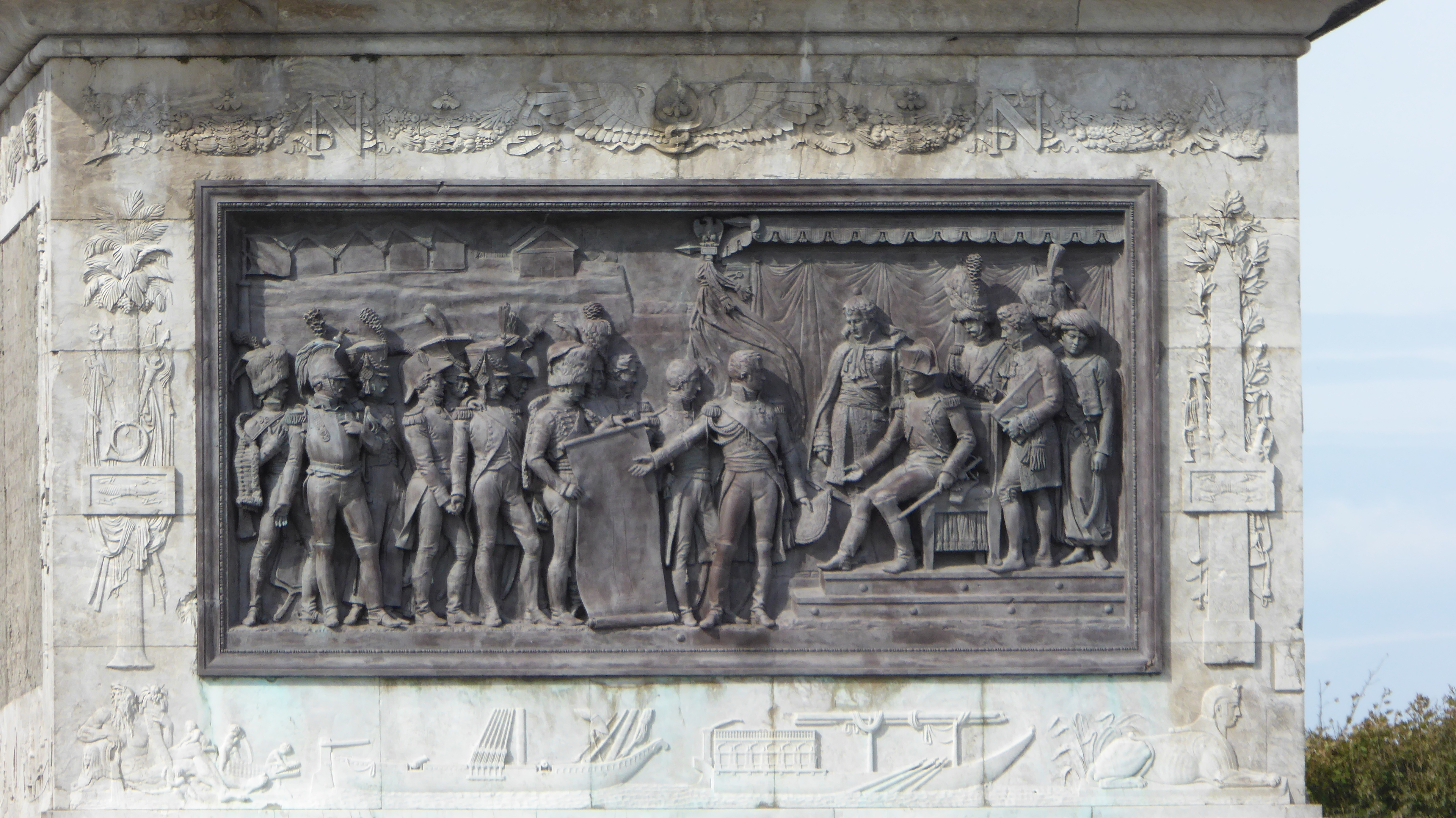
Bas-relief où Soult présente à l' Empereur les plans de la future Colonne.

## Tourisme
Le monument présente un intérêt touristique important pour le Boulonnais. En 2014, elle a été visitée par 22 000 personnes.
Il est possible de monter au sommet, ce qui offre un impressionnant panorama de la ville de Boulogne.
Un petit musée est proposé aux visiteurs dans le pavillon de droite.

## Marbre du Boulonnais
Description de C.P. Brard (1808), concernant les marbres du département du Pas-de-Calais : « Ce qui a donné l’occasion de découvrir ce marbre, c’est la colonne que les troupes du camp de Saint-Omer, après une grande victoire, votèrent à la gloire de l’Empereur (en 1821, on disait « leur chef » ce qui était politiquement correct) pour être élevée à Boulogne, sur le bord de la mer ; alors l’on fit des recherches pour trouver des matériaux propres à la construction de ce monument ; et après plusieurs fouilles, M. Piron découvrit ce marbre ; et il s’empressa (dans l’édition de 1808 seulement) de donner à la carrière et au marbre qu’on en tire, le nom de Napoléon ».

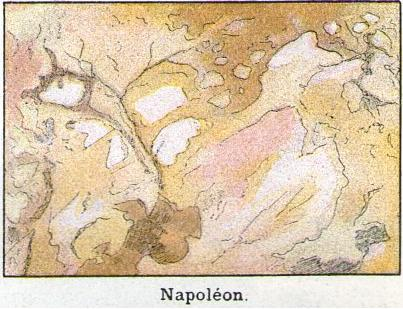